# Tannheim (Austria)
Tannheim è un comune austriaco di 1 058 abitanti nel distretto di Reutte, in Tirolo.

## Geografia fisica
Tannheim è il capoluogo della Tannheimertal, valle lungo la quale scorre il fiume Vils. Il paese è circondato da varie montagne tra cui l'Einstein.

## Monumenti e luoghi d'interesse

### Architetture religiose

#### Chiesa parrocchiale di San Nicola

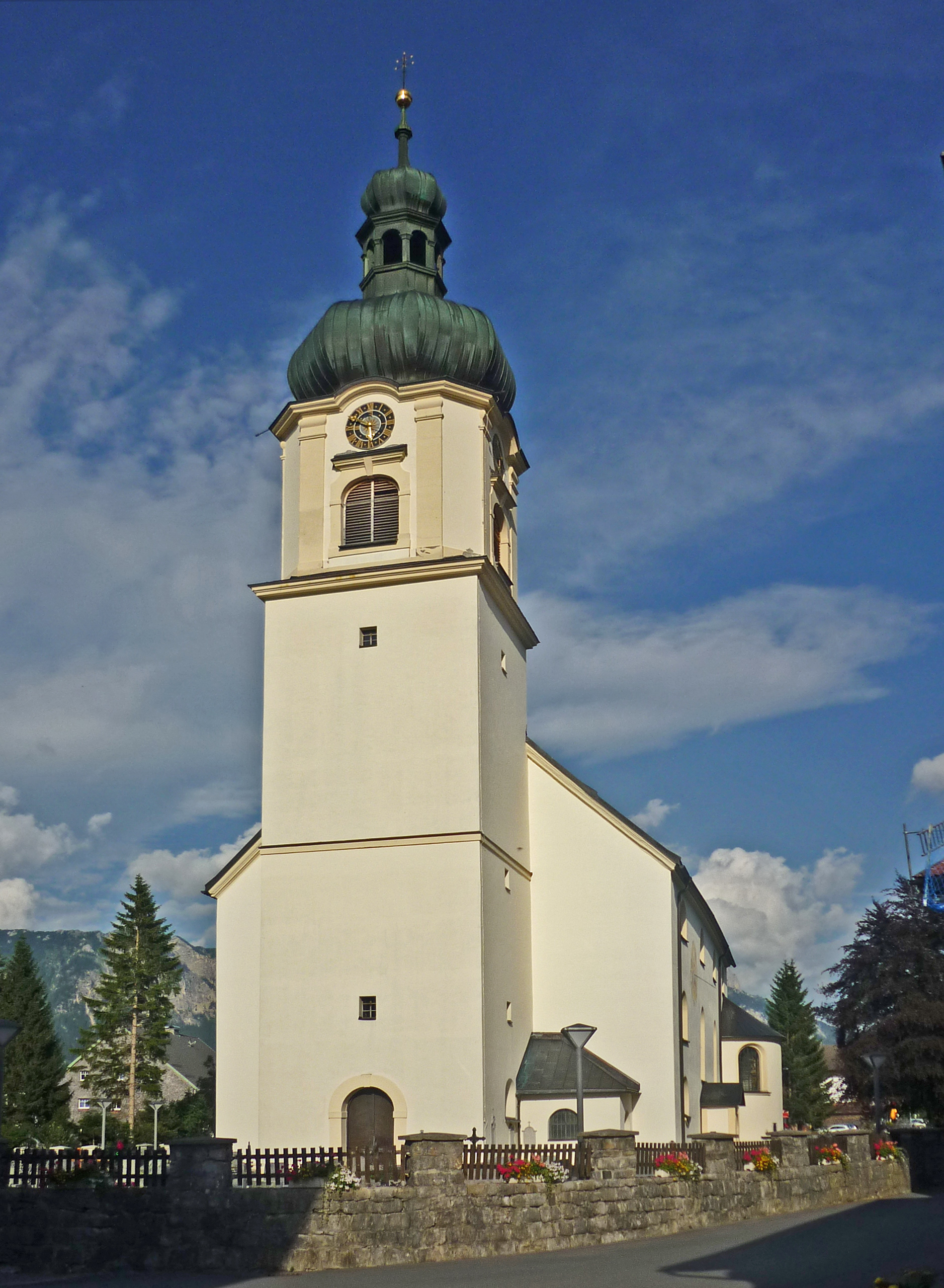
La chiesa parrocchiale di San Nicola

La chiesa parrocchiale di San Nicola (Pfarrkirche heilige Nikolaus) fu menzionata la prima volta nel 1377. Nel 1722 fu demolita la preesistente chiesa gotica, ormai fatiscente, e al suo posto fu costruito l'attuale edificio barocco. La struttura della chiesa attuale si basa su quella del Duomo di Innsbruck e per dimensione è la seconda più grande nella diocesi di Innsbruck dopo quella di Neustift im Stubaital.

#### Cappelle
| Nome                         | Località      | Costruzione |
| ---------------------------- | ------------- | ----------- |
| Mariahilf-Pestkapelle        | Oberhöfen     | 1649        |
| St. Martinkapelle            | Innergschwend | 1494        |
| St. Sebastiankapelle         | Berg          | 1653        |
| Herz-Jesu-Kapelle            | Berg          | 1796        |
| St. Leonhardpestkapelle      | Kienzen       | 1488        |
| St. Michaelkapelle           | Kienzen       | 1680        |
| Dreifaltigkeitskapelle       | Kienzerle     | 1680        |
| Lourdeskapelle in der Grotte | Tannheim      | 1902        |

### Architetture civili
- Museo della Tannheimertal (Heimatmuseum Tannheimertal)
- Monumento ad Andreas Hofer (Andreas Hofer-Denkmal) eretto nel 1909

## Economia
Tannheim ha numerose attrazioni turistiche come il lago Vilsalp con la sua riserva naturale, dove si può fruire di vari sentieri e percorsi in bicicletta o mountain bike. Inoltre è presente la Nordic Walking Arena per gli appassionati di camminata nordica. In inverno i turisti possono usufruire di una stazione sciistica, di piste da sci di fondo che attraversano tutta la valle e di piste di pattinaggio sul ghiaccio. Gli hotel e le relative strutture turistiche fanno sì che Tannheim sia il punto di riferimento per l'intera vallata.